# China Energy Investment Corporation
China Energy Investment Corporation (国家能源投资集团有限责任公司, «Китайская энергетическая инвестиционная корпорация», работает под брендом CHN Energy) — крупнейшая энергетическая и горнодобывающая компания Китая, входит в сотню крупнейших компаний мира. Основана в ноябре 2017 года в результате слияния активов государственных компаний China Guodian Corporation и Shenhua Group. Штаб-квартира расположена в Пекине, контрольный пакет акций принадлежит SASAC.
По состоянию на 2022 год China Energy являлась крупнейшим в мире производителем угля, тепловой и ветряной электроэнергии. Зарубежные активы China Energy расположены в ЮАР, Австралии, Индонезии, Греции и Германии. 

## История
В 2017 году крупнейшая китайская угольная компания Shenhua Group поглотила China Guodian, которая входила в пятёрку крупнейших государственных производителей электроэнергии в стране. В результате слияния активов образовалась крупнейшая в мире энергетическая группа China Energy Investment Corporation стоимостью 278 млрд долларов, в которой работали 326 тыс. сотрудников. Объединённая компания имела установленные мощности электростанций в размере 225 гигаватт (в том числе 33 гигаватта ветроэлектростанций) и крупнейшие в мире по объёму добычи угольные шахты. В 2018 году China Energy приобрела 75 % акций в четырёх ветроэлектростанциях Греции.
По итогам первого полугодия 2023 года China Energy Investment Corporation выработала 571,1 млрд кВт-ч электроэнергии. Компания добыла более 300 млн тонн угля, при этом среднемесячный объем добычи достигал 51,7 млн тонн. Выработка электроэнергии на угле увеличилась на 8,4 % в годовом выражении, а объем выработки электричества из новых источников энергии вырос на 24,3 % по сравнению с аналогичным периодом прошлого года. Кроме того, в первом полугодии 2023 года China Energy приступила к строительству новых энергетических объектов мощностью 8,54 млн кВт и успешно ввела в эксплуатацию мощности на 5,52 млн кВт. По состоянию на июль 2023 года установленная мощность солнечных электростанций China Energy превысила 20 млн кВт, а ветряных — 54,91 млн кВт.
По состоянию на конец августа 2023 года общая установленная мощность China Energy в секторе чистой энергии составила 100,14 млн кВт (в том числе суммарная мощность ветряных электростанций — 55,46 млн кВт), а суммарная установленная мощность всех её электростанций достигла 303,49 млн кВт (в том числе общая мощность угольных электростанций — 203,34 млн кВт); доля чистой и возобновляемой энергетики в общей установленной мощности China Energy выросла с 25,8 % в 2020 году до 33 % в 2023 году.
По состоянию на конец июня 2024 года установленная мощность ветряных электростанций компании составила 62,28 млн кВт (по этому показателю CHN Energy продолжила сохранять первое место в мире); установленная мощность фотоэлектрических систем достигла 42,13 млн кВт.
В сентябре 2024 года из-за санкций CHN Energy приостановила финансирование освоения Зашуланского угольного проекта в Забайкалье.

## Деятельность

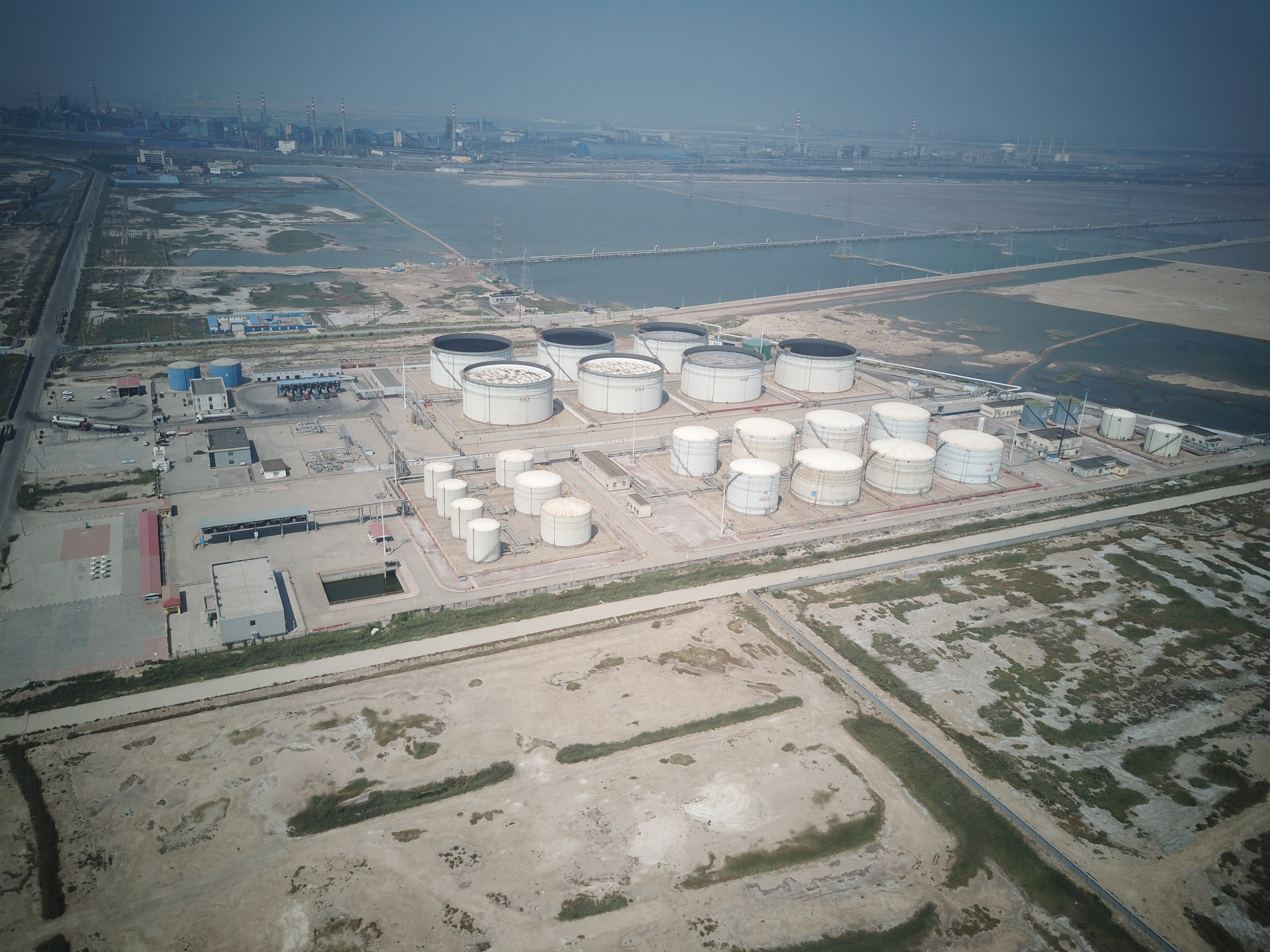
Порт в Хуанхуа

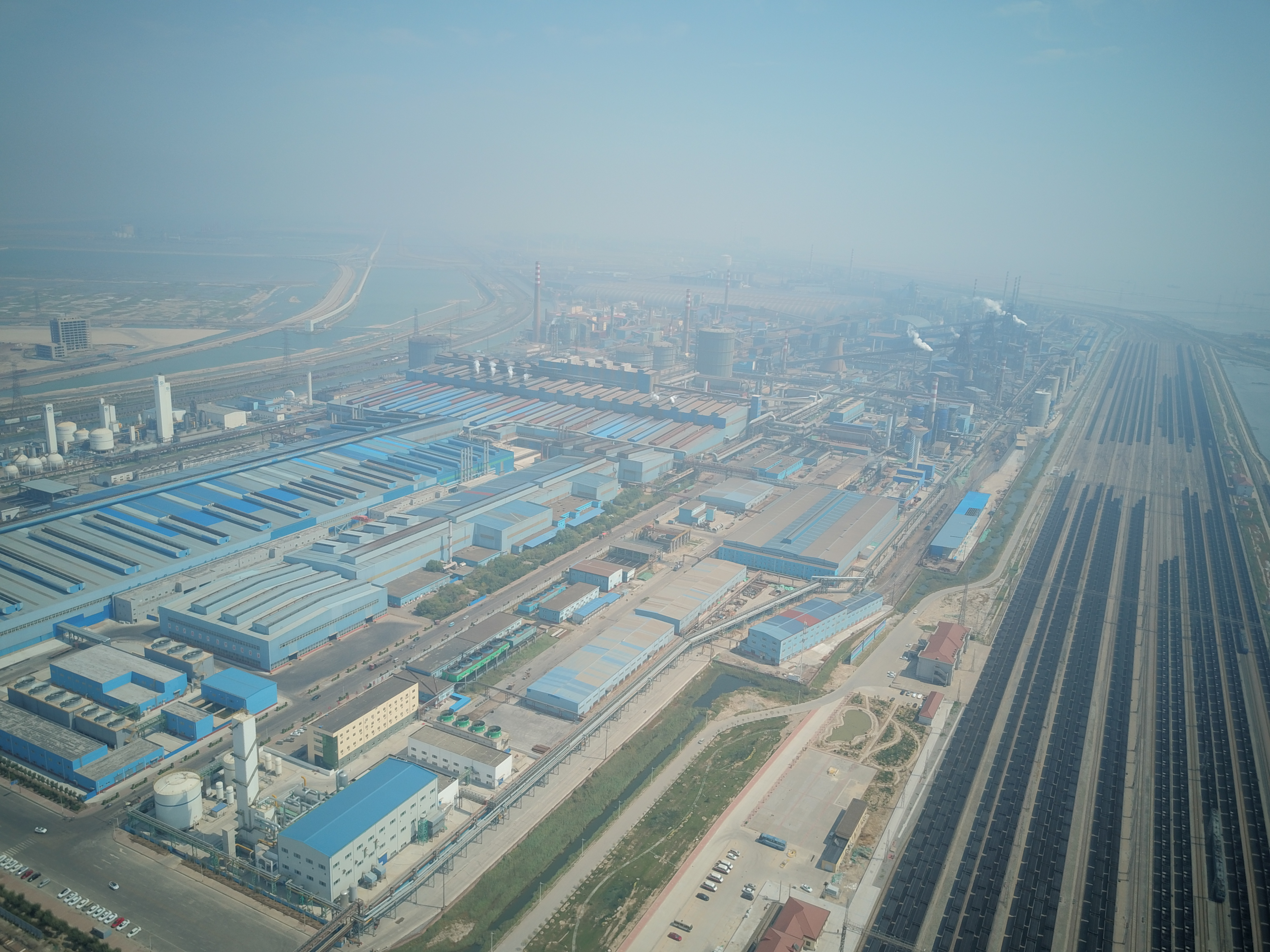
Завод в Хуанхуа

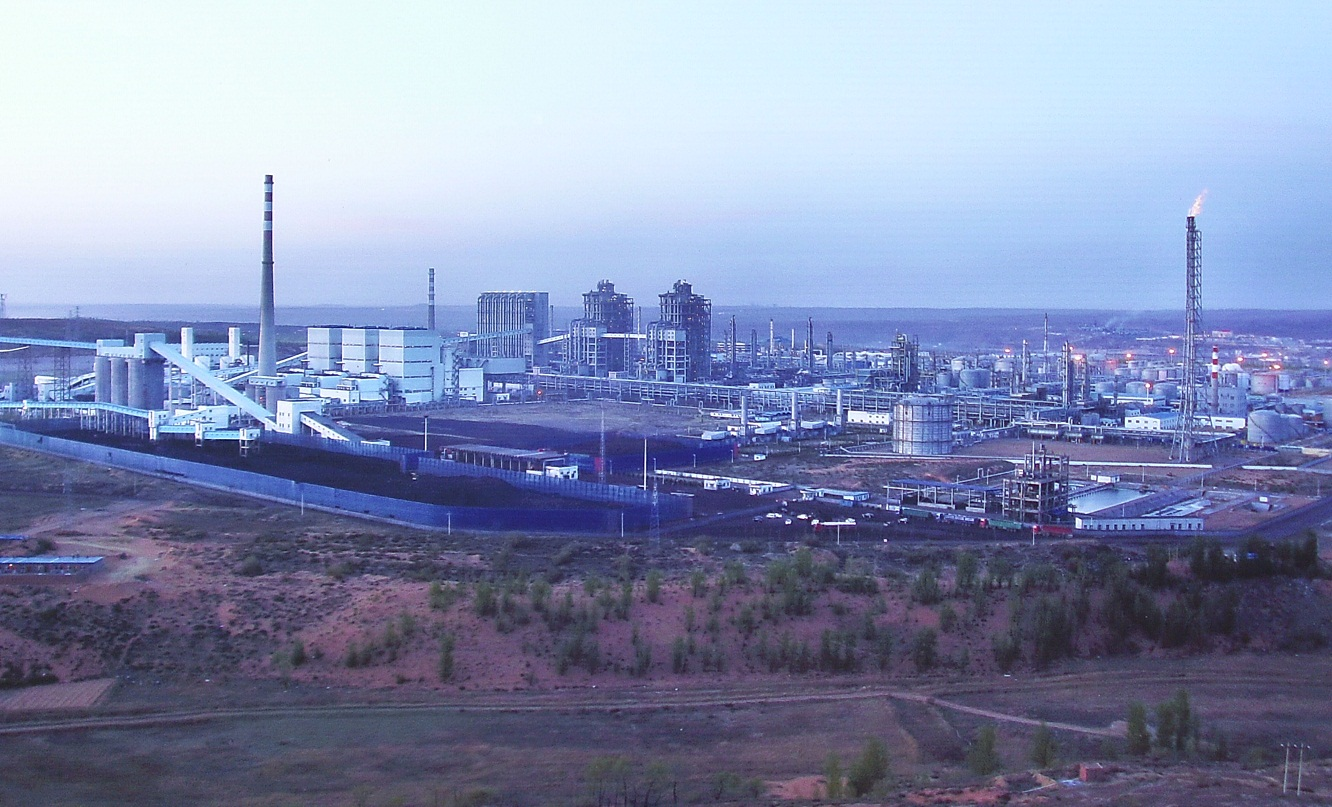
Завод по сжижению угля в Ордосе

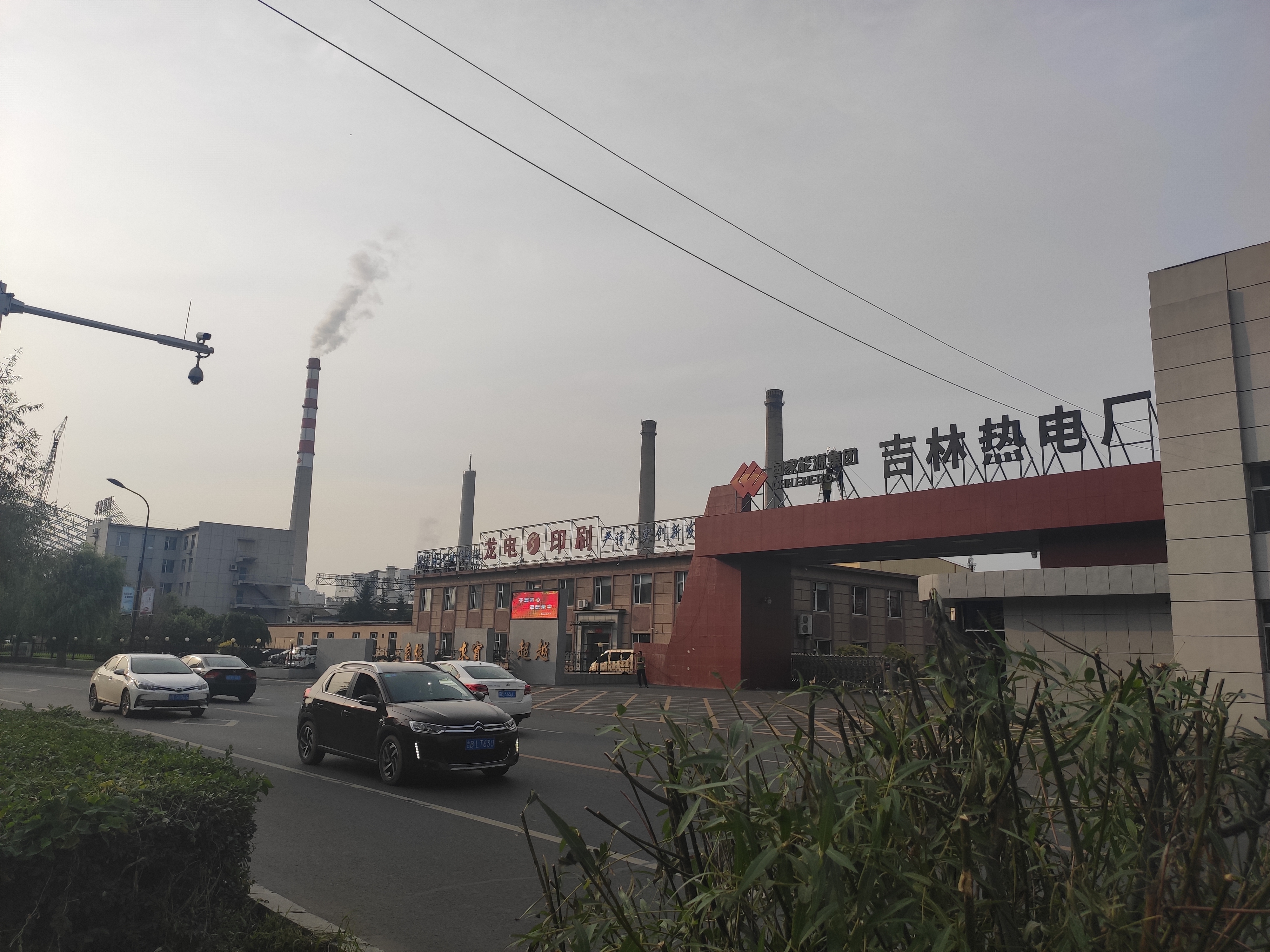
Теплоэлектростанция в Цзилине

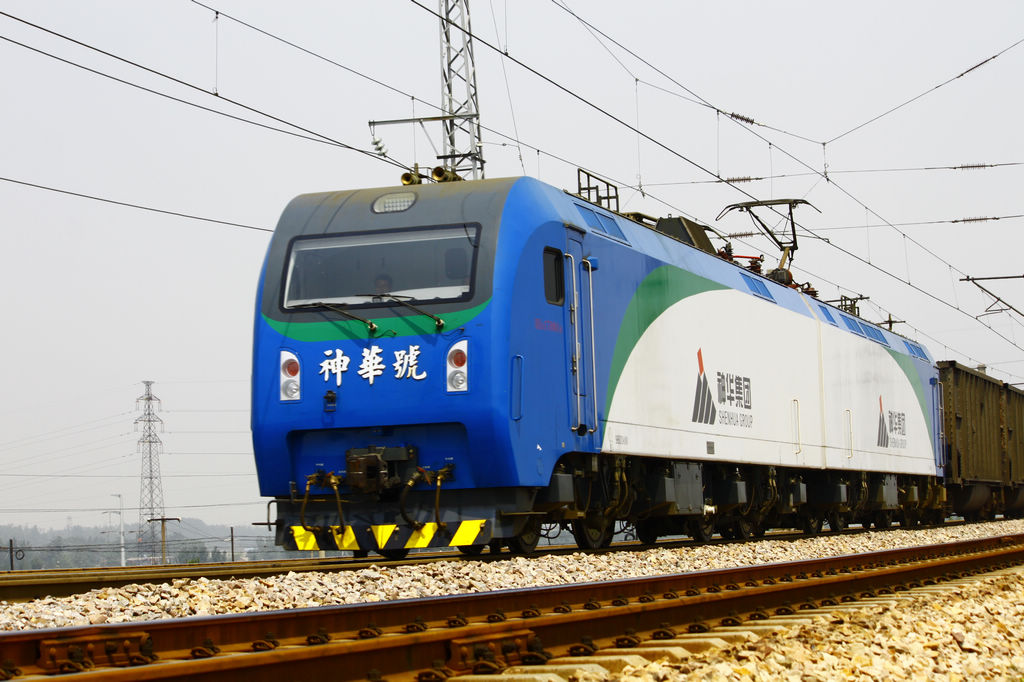
Локомотив Shenhua Group

По состоянию на конец 2017 года производственные мощности China Energy составляли почти 700 млн тонн угля в год, общие установленные мощности электростанций составляли 226 гигаватт, в том числе 175 гигаватт теплоэлектростанций (15 % от мощностей всех ТЭС Китая). Также China Energy эксплуатировала химические фабрики, 2155 км железных дорог, 62 грузовых судна, угольный порт в Хуанхуа, способный обработать 247 млн тонн грузов, несколько угольных логистических терминалов и сеть автозаправочных станций. Зарубежные энергетические проекты China Energy расположены в США, Канаде, Австралии, Индонезии и ЮАР (производство электроэнергии, добыча угля и сланцевого газа).
Добыча и обработка угля является ключевым направлением деятельности China Energy. Компания управляет 97 шахтами, годовая производственная мощность которых составляет 685 млн тонн. 74-е подземные шахты имели общую мощностью свыше 420 млн тонн в год, а 23-и разреза — 264 млн тонн в год. В 2017 году группа China Energy добыла 508 млн тонн угля, при этом уровень механизации шахт достиг 100 %. Одна только дочерняя компания Shendong Coal Group добывала свыше 200 млн тонн угля в год.
Под управлением China Energy работает 162 тепловые электростанции общей мощностью 178 гигаватт (свыше 80 % ТЭС имеют сверхнизкие выбросы вредных веществ). Кроме того, компании группы China Energy владеют рядом гидроэлектростанций на реке Дадухэ общей мощностью почти 19 гигаватт, ветроэлектростанциями общей мощностью почти 36 гигаватт, сетью солнечных, приливных и геотермальных электростанций, а также электростанциями, работающими на биомассе.
Пропускная способность железнодорожных линий China Energy составляет свыше 520 млн тонн, а трёх морских угольных терминалов — около 250 млн тонн. Железные дороги компании образуют второй по значимости угольный коридор Запад — Восток.
China Energy имеет 28 предприятий по сжижению угля общей мощностью 5,26 млн тонн жидкого топлива и 3,93 млн тонн угольных олефинов. Дочерние компании China Energy разрабатывают и производят энергосберегающее оборудование, оборудование для сокращения выбросов вредных газов и пыли, системы контроля для тепловых электростанций, системы фильтрации и утилизации шахтных вод, различные ветрогенераторы. Финансовые компании группы занимаются банковскими операциями, лизингом, страхованием имущества и здоровья, корпоративными финансовыми услугами.

## Дочерние компании
- China Shenhua Energy

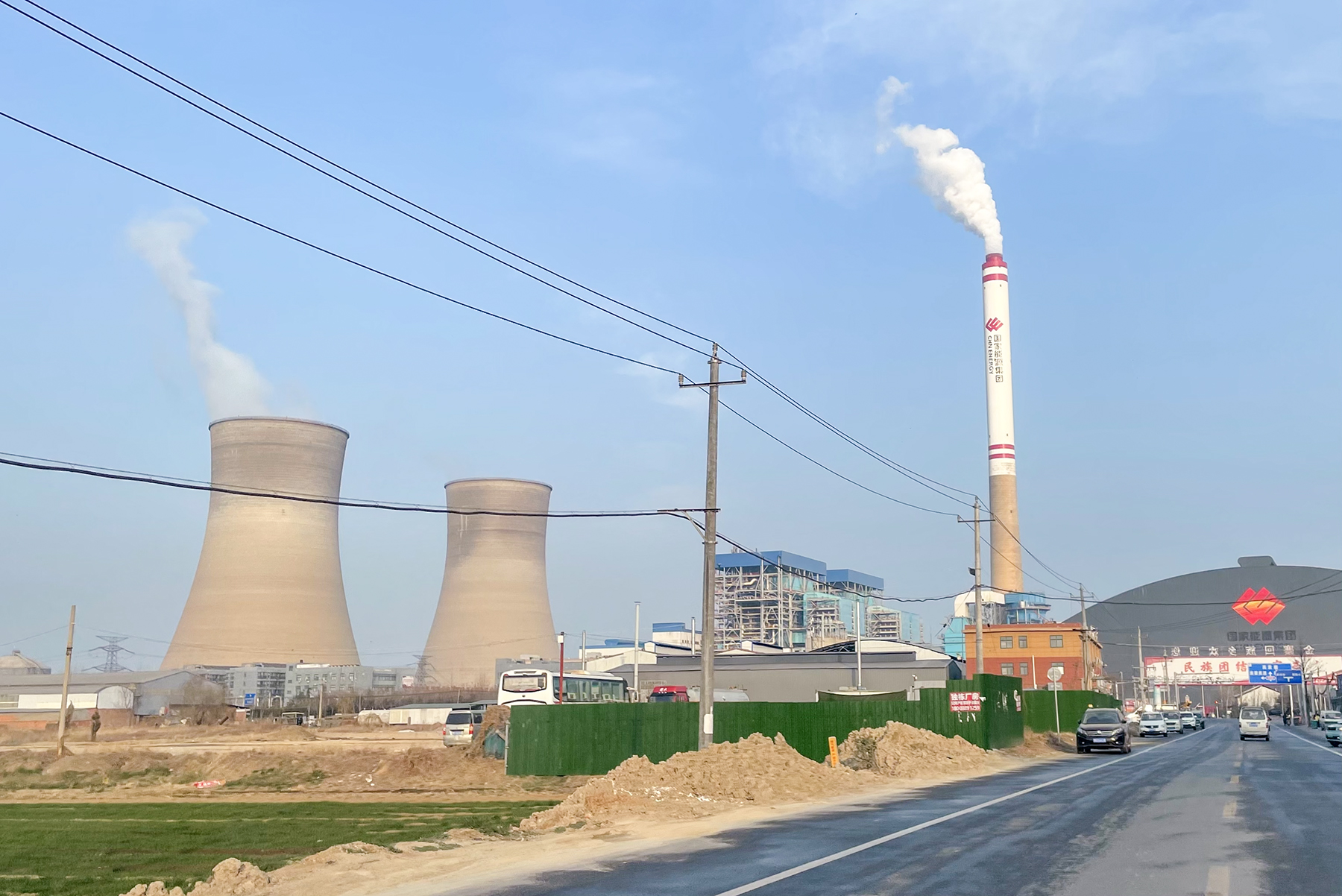
Теплоэлектростанция в Синъяне

- China Shenhua Coal to Liquid and Chemical
- Ningxia Younglight Chemicals
- Guodian Younglight Energy Chemical Group
- Guodian Fuel Co.
- China Energy Coal Coking
- Shenhua Shendong Coal Group
- Shenhua Ningxia Coal Industry Group
- Inner Mongolia Pingzhuang Coal Group
- Inner Mongolia Dayan Mining Industry Group
- Shenhua Zhungeer Energy
- Shenhua Wuhai Energy
- Shenhua Xinjiang Energy
- Shenhua Baotou Energy
- Shenhua Beidian Shengli Energy
- Shenhua Hangjin Energy
- Shenhua Fujian Energy
- Shenhua Sichuan Energy
- Shenhua Baorixile Energy
- Shenwan Energy
- Shenhua Coal Trading

- Guodian Power Development
- Longyuan Power Group
- Guohua Power Company of China 
  - Beijing Guohua Power
- Guodian North China Electric Power
- Guodian Northeast China Electric Power
- Guodian Changyuan Electric Power
- Guodian Jiangsu Power
- Guodian Shandong Power
- Guodian Xinjiang Power
- Guodian Hubei Power
- Guodian Henan Power
- Guodian Anhui Power
- Guodian Jiangxi Power
- Guodian Fujian Power
- Guodian Guangdong Power
- Guodian Sichuan Power
- Guodian Yunnan Power
- Guodian Guangxi Power
- Guodian Inner Mongolia Power
- Guodian Gansu Power
- Guodian Shaanxi Power
- Guodian Guizhou Power
- Shenhua Shendong Power
- Guodian Dadu River Hydropower Development
- Guodian Jinshajiang Xulong Hydropower Development

- Guohua Energy Investment
  - Shenhua New Energy
- Yantai Longyuan Power Technology
- Guodian United Power Technology
- Shenhua Materials Group
- Guodian Materials Group
- Shenhua Geological Exploration
- Guodian Technology & Environment Group
- China Energy Saving Emission Reduction
- Shenhua Information Technology
- Shenhua Railway Transportation
- Shuohuang Railway Development
- Shenhua Baoshen Railway Group
- Shenhua Mengdong Railway
- Shenhua Zhonghai Shipping
- Shenhua Huanghua Port
- Shenhua Tianjin Coal Terminal
- Shenhua Finance
- Guodian Capital Holdings
  - Guodian Financial Leasing
- Guodian Property
- China Shenhua Overseas Development & Investment
- China Shenhua International Engineering
- Shenhua International (Hong Kong)
- Shenhua Australia Holdings

Совместное предприятие компаний China Energy и Électricité de France эксплуатирует прибрежные ветряные электростанции в уезде Дунтай провинции Цзянсу.

## Научно-исследовательская деятельность
В состав группы China Energy входят различные научно-исследовательские учреждения, в том числе Национальный институт чистой и низкоуглеродной энергии, Национальный институт энергетических технологий и экономики, Научно-технологический институт Гуодянь, Институт технологий новой энергии Гуодянь, Исследовательский центр технологии переработки и утилизации чистого угля компании China Energy, технологические центры компаний Shenhua Ningxia Coal Group и Yantai Longyuan Power Technology.
Также в состав группы входят Государственная лаборатория охраны и использования водных ресурсов при добыче угля, Государственная лаборатория чистого и эффективного производства тепловой электроэнергии и контроля загрязнения, Государственная лаборатория ветроэнергетического оборудования и контрольных систем, Государственная инженерная лаборатория прямого сжижения угля, Государственная лаборатория моделирования атмосферной среды и контроля загрязнения, Исследовательский центр технологии эксплуатации ветроэнергетики компании China Energy, Исследовательский центр энергосбережения, сокращения выбросов и технологий контроля загрязнения в тепловой энергетике компании China Energy, Исследовательский центр комплексного использования угля низкого качества компании China Energy, Лаборатория технологий приливной энергетики компании China Energy.